# Vladimir Glotov
Vladimir Stepanovich Glotov (Volgogrado, 23 de janeiro de 1938 - 1981) foi um futebolista soviético, que atuava como defensor.

## Carreira
Vladimir Glotovv fez parte do elenco da Seleção Soviética de Futebol, da Euro de 1964.